# Джэксон (округ, Оклахома)
Округ Джэксон (англ. Jackson County) располагается в США, штате Оклахома. По состоянию на 2010 год, численность населения составляла 26 237 человек. Был основан 1907 года, получил своё название в честь седьмого президента США Эндрю Джексона.

## География
По данным Бюро переписи США, общая площадь округа равняется 2083 км², из которых 2079 км² суша и 4 км² или 0,18 % это водоёмы.

## Демография
По данным переписи населения 2000 года в округе проживает 28 439 жителей в составе 10 590 домашних хозяйств и 7 667 семей. Плотность населения составляет 14 человек на км². На территории округа насчитывается 12 377 жилых домов, при плотности застройки 6 строений на км². Расовый состав населения: белые — 76,14 %, афроамериканцы — 8,03 %, коренные американцы (индейцы) — 1,74 %, азиаты — 1,16 %, гавайцы — 0,17 %, представители других рас — 9,34 %, представители двух или более рас — 3,42 %. Испаноязычные составляли 15,63 % населения независо от расы.
В составе 38,10 % из общего числа домашних хозяйств проживают дети в возрасте до 18 лет, 57,80 % домашних хозяйств представляют собой супружеские пары проживающие вместе, 10,70 % домашних хозяйств представляют собой одиноких женщин без супруга, 27,60 % домашних хозяйств не имеют отношения к семьям, 24,20 % домашних хозяйств состоят из одного человека, 9,70 % домашних хозяйств состоят из престарелых (65 лет и старше), проживающих в одиночестве. Средний размер домашнего хозяйства составляет 2,61 человека, и средний размер семьи 3,11 человека.
Возрастной состав округа: 29,20 % моложе 18 лет, 10,30 % от 18 до 24, 29,00 % от 25 до 44, 19,60 % от 45 до 64 и 11,90 % от 65 и старше. Средний возраст жителя округа 33 года. На каждые 100 женщин приходится 99,10 мужчин. На каждые 100 женщин старше 18 лет приходится 94,80 мужчин.
Средний доход на домохозяйство в округе составлял 30 737 USD, на семью — 38 265 USD. Среднестатистический заработок мужчины был 28 240 USD против 19 215 USD для женщины. Доход на душу населения был 15 454 USD. Около 13,60 % семей и 16,20 % общего населения находились ниже черты бедности, в том числе — 20,70 % молодежи (тех кому ещё не исполнилось 18 лет) и 14,40 % тех кому было уже больше 65 лет.